# Ércnél maradandóbb… (film, 2019)
Az Ércnél maradandóbb… vagy Másfélmillió lépés Magyarországon – 40 év múlva Gyenes Károly 2018–2019 között készített dokumentumfilmje, amelyben a rendező a Másfélmillió lépés Magyarországon című sorozat forgatásának 40 éves alkalmából beszélget a sorozat készítőivel, megemlékeznek a sorozat rendezőjéről Rockenbauer Pálról, illetve arra keresik a választ, hogy milyen utóhatásai lettek a sorozatnak, és hogy mitől olyan népszerű a mai napig. A film legvégén a csapat zempléni túrájáról mutatnak felvételeket, amit a sorozat 40 éves évfordulója alkalmából 2019. július 31-én tartottak meg. A filmből két változat jelent meg: egy 50 perces változat televíziós forgalmazásra, illetve egy 80 perces bővített, rendezői változat. A film főcímében a sorozat eredeti főcímét használták fel, a "Másfélmillió lépés Magyarországon" cím alá az 50 perces változatba az "Ércnél maradandóbb…", míg a 80 perces változatban a "40 év múlva" szöveget helyezték el.

## Stáb
- Író, rendező, szerkesztő, narrátor, riporter: Gyenes Károly
- Zenei szerkesztő: Tamás Zsolt
- Operatőr: Tóth Zsolt Marcell, Tisza Balázs, Várkonyi Sándor, Magyar Csaba
- Vágó, producer: Tóth Zsolt Marcell
- Hangmérnök: Faludi Sándor
- Hangfelvétel: Mátyás Attila
- Hang utómunka: Ruskó Péter

## A filmben megszólaló személyek
(Gyenes Károly riportjai)
- Sáfrány József filmrendező, operatőr, a sorozat rendező asszisztense
- Rácz Gábor rendező, a Natúra Szerkesztőség volt vezetője
- Stenszky Gyula a sorozat operatőre
- Szabados Tamás a sorozat operatőre
- Tolnai Ferenc a sorozat munkatársa, aki a kereket tolta
- Faludi Sándor a sorozat hangmérnöke
- Dr. Juhász Árpád a sorozat geológusa
- Dr. Pócs Tamás akadémikus, botanikus, a sorozat növénytani szakértője
- Dr. Peták István orvos, a sorozat szerkesztőjének, Peták Istvánnak a fia
- Kádár Jenő a budapesti Kvassay Jenő Szakközépiskola volt tanára
- Cserteg József a budapesti Kvassay Jenő Szakközépiskola volt diákja, aki egyes epizódokban együtt túrázott a csapattal
- Petres Pál a sorozat munkatársa
- Oborny Beáta és Bartha Enikő a kőbányai I. László Gimnázium volt diákjai, akik a sorozat gerecsei, illetve a kemenesaljai részében a csapathoz csatlakozó diákok voltak
- Dr. Palkovits Miklós akadémikus, Rockenbauer Pál gimnáziumi osztálytársa
- Perge Ferenc hegymászó
- Dr. Rockenbauer Zoltán művészettörténész, Rockenbauer Pál fia
- Frazon Zsófia etnográfus
- Jónás Szabolcs a DominoFilm munkatársa
- Marschalek Judit* a kiskunfélegyházi Talpasok Természetjáró csapat tagja
- Kovács Ferenc* a kiskunfélegyházi Talpasok Természetjáró csapat vezetője
- Nagy László erdész
- Papp János színművész
- Fiantok Dániel és Tenczer Gábor az Index Kéktúra sorozatának készítői
- Torres Dániel* zenész, dalszerző
- Pálmai Vencel a Magyar Természetjáró Szövetség nyugalmazott szakági titkára
- Varga János* vízitúra-vezető, az Újpesti Hajós Klub vezetője
- Csarnó Ákos zenész, a Kerekes Band brácsása
- Thuróczy Lajos a Magyar Természetjáró Szövetség tiszteletbeli elnöke
- Tóth Viktória grafikus
- Tassy Márk a Magyar Természetjáró Szövetség igazgatója, Burger Barna fotóművész barátja
- Feszthammer Fanni Burger Barna fotóművész felesége
- Kisida András* túravezető
- Szőke Viktor* a Magyar Természetjáró Szövetség titkára
- Fürst Sándor* a budapesti Kvassay Jenő Szakközépiskola volt diákja, aki a sorozatban időnként a csapattal túrázott
- Szőke Attila* a budapesti Kvassay Jenő Szakközépiskola volt diákja, aki a sorozatban időnként a csapattal túrázott

A *-gal jelzett személyek csak a rendezői változatban szerepelnek.